# Červená světla
Červená světla (v anglickém originále Red Lights) je americko-španělský filmový thriller z roku 2012. Režisérem filmu je Rodrigo Cortés. Hlavní role ve filmu ztvárnili Cillian Murphy, Robert De Niro, Sigourney Weaver, Joely Richardson a Elizabeth Olsen.

## Obsazení
| Cillian Murphy   | Tom Buckley       |
| Robert De Niro   | Simon Silver      |
| Sigourney Weaver | Margaret Matheson |
| Joely Richardson | Monica Handsen    |
| Elizabeth Olsen  | Sally Owen        |
| Craig Roberts    | Ben               |
| Toby Jones       | Terrence Burke    |
| Burn Gorman      | Benedict Cosell   |